# Nikki Sixx
Frank Carlton Serafino Feranna, Jr., kendt som Nikki Sixx (født 11. december 1958 i San Jose i Californien i USA), er bassist, forfatter, fotograf og grundlægger af og hovedsangskriver for det amerikanske rockband Mötley Crüe. Han har tidligere spillet i bandet London.